# Falklandeilands pond
Het Falklandeilands pond is de munteenheid van de Falklandeilanden, Zuid-Georgia en de Zuidelijke Sandwicheilanden en het Brits Antarctisch Territorium. De munteenheid is verbonden aan het Britse pond.

## Munten
Er zijn munten van:
- 1 penny
- 2 pence
- 5 pence
- 10 pence
- 20 pence
- 50 pence
- 1 pond
- 2 pond

## Biljetten
Er zijn biljetten van:
- 5 pond
- 10 pond
- 20 pond
- 50 pond